# 群馬県道127号足門前橋線
群馬県道127号足門前橋線（ぐんまけんどう127ごう あしかどまえばしせん）は、群馬県高崎市足門町から前橋市に至る県道である。

## 概要
全線2車線で整備されているが、一部に狭小区間があり交通量も多く、朝夕を中心に混雑が激しい路線である。
高渋バイパスから関越自動車道側道までバイパスが整備されたが（西毛広域幹線道路の一部）、前橋市街と直接つながっていないため混雑の解消には至っていない。

### 路線データ
- 起点：高崎市足門町1689番（群馬県道25号高崎渋川線交点〈足門交差点〉）[注釈 1]
- 終点：前橋市元総社町一丁目（群馬県道10号前橋安中富岡線交点〈大友町交差点〉）[注釈 2]

## 歴史
- 1959年（昭和34年）9月18日：群馬県より現・道路法に基づき、県道足門前橋線（群馬郡群馬町大字足門 - 前橋市元総社町、整理番号164）が路線認定される[1]。
  - 同日、前身路線にあたる県道元総社金古線（前橋市元総社 - 群馬郡群馬町、整理番号107）が路線廃止される[2]。

## 地理

### 通過する自治体
- 群馬県
  - 高崎市
  - 前橋市

### 交差する主な道路
- 群馬県道25号高崎渋川線、群馬県道153号水沢足門線 - 起点
- 群馬県道25号高崎渋川線（バイパス） - 高崎市引間町 （引間西交差点）
- 群馬県道127号足門前橋線（バイパス） - 高崎市塚田町
- 群馬県道10号前橋安中富岡線 - 終点

バイパス
- 群馬県道25号高崎渋川線（バイパス） - 高崎市棟高町（辻久保交差点）
- 群馬県道127号足門前橋線（現道） - 高崎市塚田町